# FN P90
De P90 PDW (personal defense weapon) werd in de jaren 80 ontworpen door FN Herstal, als een verdedigingswapen voor militairen die zich niet direct in de vuurlinie bevinden, zoals tankbestuurders en artilleriebemanningen. Het doel was een licht wapen te ontwerpen dat eenvoudig te gebruiken is, maar toch kogelwerende vesten kan doorboren. De P90 werd in 1994 in gebruik genomen. Het wapen heeft zowel een semiautomatische als een volautomatische capaciteit. Om de ergonomie voor elke gebruiker te waarborgen is de P90 zowel links- als rechtshandig te gebruiken.
De P90 is wereldwijd in gebruik bij verschillende ordediensten, zoals:
- de Amerikaanse Secret Service;
- de Franse GIGN en RAID;
- de Belgische medische component van defensie , Special Forces, Staatsveiligheid, POSA, DSU en DAS.

Ook de veiligheidsdiensten van Saoedi-Arabië, Thailand, Singapore, Canada, Peru, Cyprus, Griekenland, Pakistan, Filipijnen en Mexico gebruiken het wapen.
Het begeleidende pistool is de FN Five-seveN, dat gebruikmaakt van dezelfde munitie.

## Geschiedenis
Op 16 april 1989 publiceerde de NAVO een document waarin de vraag naar een "personal defense weapon" (PDW) werd geformuleerd. Dit wapen moest het probleem oplossen dat de bestaande kalibers hadden: niet genoeg penetratievermogen om vijandelijke troepen met kogelwerende vesten uit te schakelen. Moderne oorlogswapens zijn hiertoe in staat, maar men vond het nodig een lichter en beter hanteerbaar wapen te ontwikkelen. FN Herstal in België ontwikkelde hiertoe zijn Project 90 machinepistool, en de 5,7×28mm patroon.

## Voetnoten
1. ↑  document van de navo